# Пайн Барренс

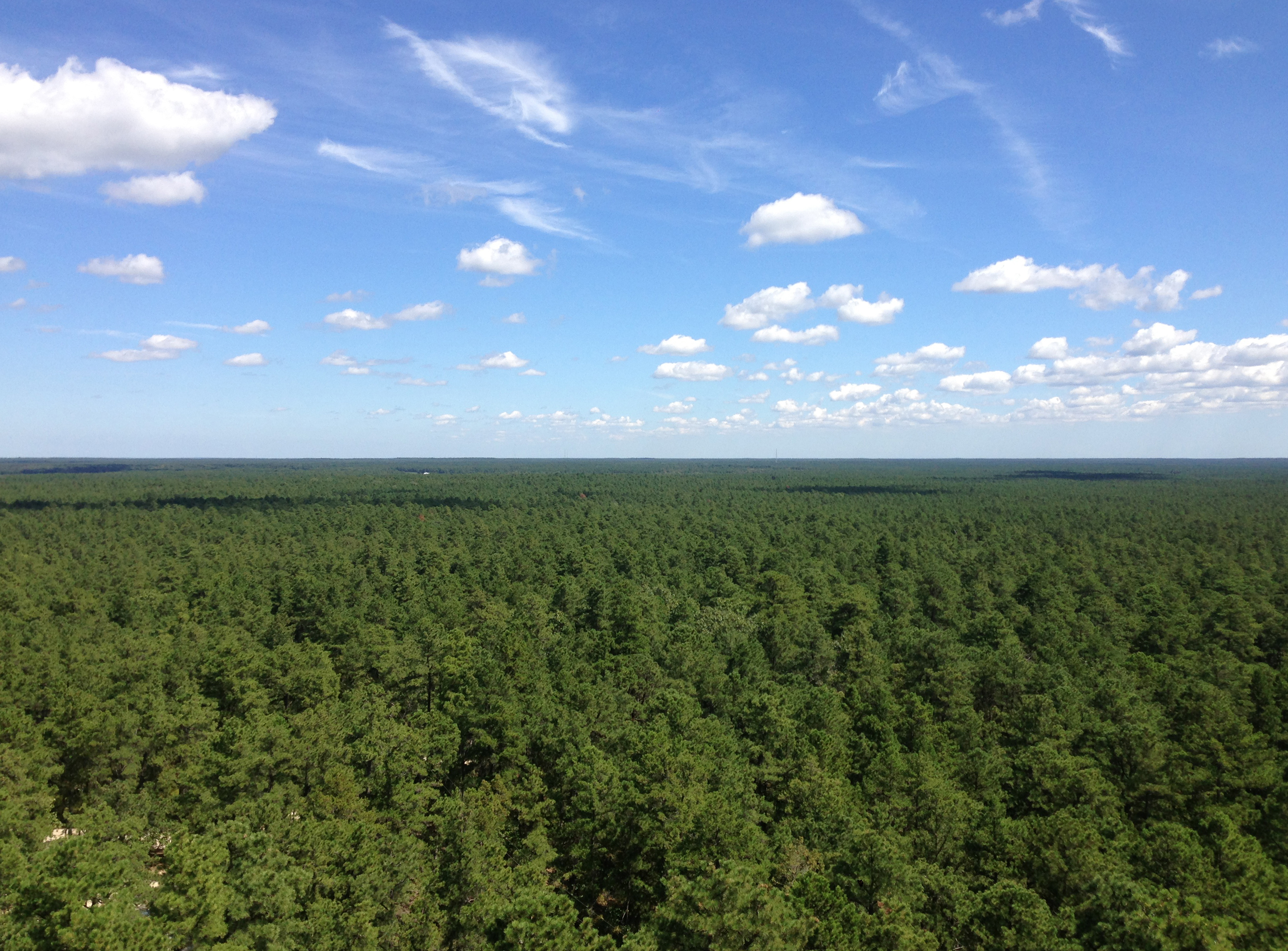
Краєвид із пожежної вежі на пагорбі Апл-Пай, найвищій точці в Пайн Барренс

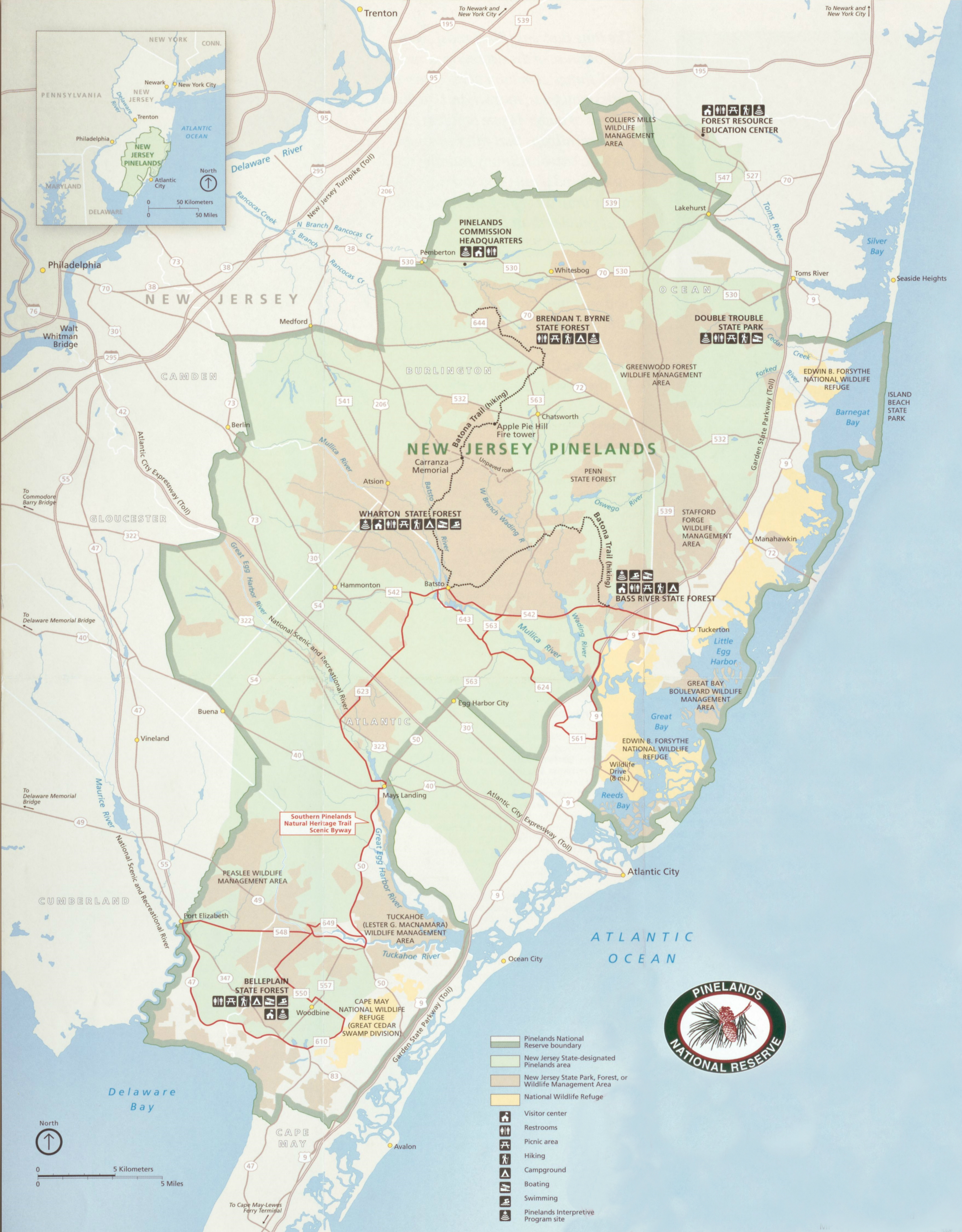
Мапа місцевості

Пáйн-Барренс (англ. Pine Barrens) — місцевість на півдні штату Нью-Джерсі в США. Назву можна перекласти як «соснова пустка», проте значна частина території Пайн Барренс зайнята лісами. Слово barrens відноситься до кислого піщаного ґрунту, чия неродючість не дозволяла європейським переселенцям отримувати хороші врожаї традиційних для них культур.
Пайн Барренс займає частини територій семи округів Нью-Джерсі — Атлантик, Берлінгтон, Кемден, Кейп-Мей, Камберленд, Глостер і Оушен. Кордони місцевості майже збігаються з межами національного заповідника Pinelands National Reserve, що займає площу понад 471 тисячу гектарів (4,7 тис. км² — понад 1/5 площі Нью-Джерсі), але заповідник охоплює трохи більшу територію, ніж Пайн Барренс і включає кілька ділянок узбережжя Атлантичного океану.
Через непридатність землі для обробітки основних сільськогосподарських культур місцевість залишилася малозаселеною. Більшість Пайн Барренс покрита лісами з переважання дуба і сосни і водно-болотними угіддями. Є кілька населених пунктів, але густота населення невелика. На території понад 4,5 тис. км² проживає близько 400 тис. осіб, чи менш як 90 осіб у кв. км., що у п'ять разів менше середньої щільності населення Нью-Джерсі.
Незважаючи на низьку родючість ґрунту для інших культур, у Пайн Барренс знаходяться великі плантації журавлини та лохини високорослої.
За легендою в лісі мешкає Диявол із Джерсі